# Aston-by-Stone (järnvägsstation)

Aston-by-Stone är en järnvägsstation i byn Aston i Staffordshire i England. Järnvägsstationen är idag inte i bruk. Stationen öppnades av North Staffordshire Railway 4 november 1901 och blev en del av London, Midland and Scottish Railway vid sammanslagningarna av brittiska järnvägsbolag 1923. Senare blev stationen del av London Midland Region of British Railways och under denne stängdes stationen ner 6 januari 1947. Idag passerar fortfarande tågen från West Coast Main Line vid stationen.

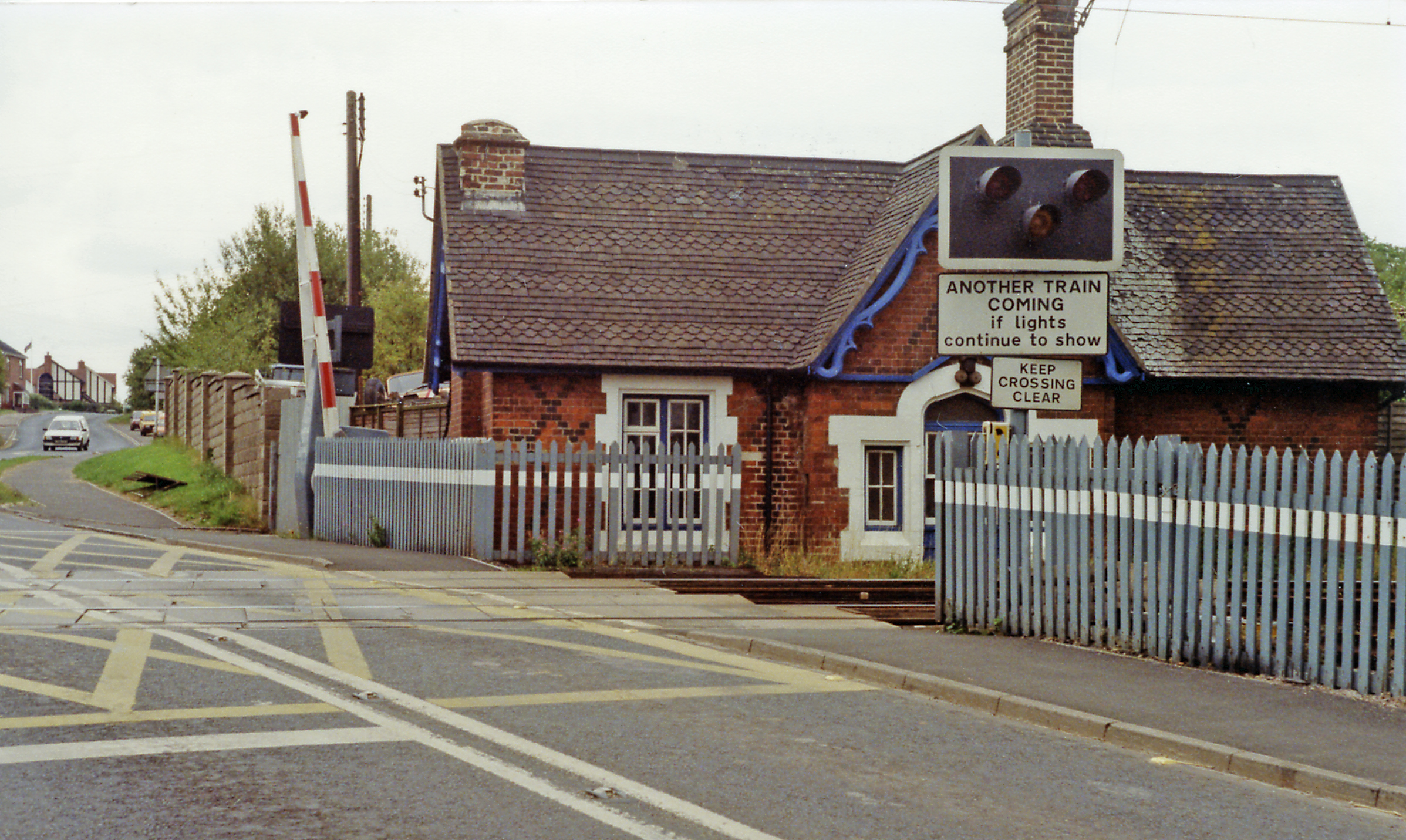
Före detta stationshuset i Aston-by-Stone